# Баркі
Баркі (італ. Barchi) — муніципалітет в Італії, у регіоні Марке, провінція Пезаро і Урбіно.
Баркі розташоване на відстані близько 210 км на північ від Рима, 50 км на захід від Анкони, 28 км на південь від Пезаро, 25 км на схід від Урбіно.
Населення — 979 осіб (2014).
Щорічний фестиваль відбувається 16 травня. Покровитель — Sant'Ubaldo.

## Демографія
Населення за роками:

Станом на 31 грудня 2014 року в муніципалітеті офіційно проживало 56 іноземців з 12 країн, серед них 19 громадян країн Євросоюзу та 3 громадяни України.

## Сусідні муніципалітети
- Фратте-Роза
- Мондавіо
- Орчано-ді-Пезаро
- Сант'Іпполіто